# Psicologia giuridica
La psicologia giuridica studia sotto il profilo psicologico (gli aspetti intellettivi, caratterologici ed attitudinali della psiche umana) la persona in rapporto alla posizione giuridica ed al ruolo rivestito nella famiglia, nella scuola, nel mondo del lavoro e delle professioni e nella società. La psicologia giuridica studia quindi principalmente il vissuto personale (profilo psicologico) delle persone coinvolte in procedimenti giudiziari, al fine di raccogliere dati comportamentali e sottoporli al vaglio dell'autorità giudiziaria incaricata del processo civile o penale.
L'ambito concerne lo studio di:
- fattori della personalità (intelligenza, carattere, attitudini, bisogni, tendenze, motivazioni, stimoli, socializzazione);
- condizioni della personalità (fragilità psichica, deficit intellettivo, stress psicosomatico, affaticamento mentale, morbilità psichica, pericolosità sociale);
- aspetti psicologici conseguenti a separazione, divorzio, adozione nazionale e internazionale, affido etero-familiare del minore, maltrattamento di minori e abuso sessuale, violenza di gruppo, turbamento mentale e psicofisico della vittima, pedofilia e sette;
- minori a rischio di devianza, principali fattori delle “carriere criminali”, bullismo, “branco”, dipendenze e sfruttamento;
- aspetti psicologici della responsabilità penale dei minori e degli adulti;
- comportamento del “testimone”, effetti dello stato di reclusione;
- valutazione/misurazione del danno psichico;
- osservazione e descrizione psicologica del comportamento deviato e della colpa;
- consulenza tecnica e perizia psicologica, in ambito civile e penale, per il Tribunale.

## Partizioni della psicologia giuridica
Possiamo identificare diverse partizioni della psicologia giuridica.
1. Psicologia giudiziaria. Studia le dinamiche psicologiche inerenti al processo: la psicologia dell'imputato e degli altri attori del processo (testimoni, giudizi, avvocati e così via), le dinamiche emotive degli attori (per esempio lo stress), le dinamiche comunicazionali, i meccanismi decisionali.
2. Psicologia criminale o criminologia psicologica. Studia gli aspetti psicologici del fenomeno criminale, gli aspetti psicologici dell'autore di reato, della vittima, della situazione criminale.
3. Psicologia rieducativa. Indaga il percorso riabilitativo durante la fase di applicazione della pena. Studia il significato, l'utilità e l'effetto sull'individuo della pena (o altro trattamento). Si preoccupa di individuare il trattamento più rispondente ai bisogni della personalità di ciascun soggetto, rilevare carenze e disadattamento sociale durante l'esecuzione (perizia psicologica sul condannato). Lo psicologo può essere assunto o fare consulenze presso l'amministrazione penitenziaria (servizio ai detenuti e formazione del personale), i centri (uffici, istituti, comunità) per la giustizia minorile.
4. Psicologia forense. Indaga i fattori psicologici rilevanti ai fini della valutazione giudiziaria. Ad esempio, in ambito penale lo psicologo può essere chiamato come consulente tecnico di parte o d'ufficio per valutare la capacità di intendere e di volere, la pericolosità sociale, la capacità di stare in giudizio, la capacità a testimoniare o presso il tribunale di sorveglianza per l'affidamento in prova ai servizi sociali, può ricoprire il ruolo di giudice onorario (a fianco dei giudici togati) all'interno del collegio del tribunale di sorveglianza e del tribunale per i minorenni. In ambito civile si occupa di consulenze per l'affidamento dei minori, in provvedimenti per la limitazione della potestà, adozione, autorizzazione al matrimonio per il minore emancipato, l'affidamento etero-familiare, interruzione di gravidanza per minorenni, risarcimento danni, interdizione/inibizione/amministrazione di sostegno, cambiamento di genere sessuale, accertamento dell'incapacità per l'annullamento di negozi (matrimonio, contratto, testamento, donazioni).
5. Psicologia del diritto. Si occupa del rapporto tra psicologia morale e diritto: i giudizi morali in contesti giuridici, le teorie dell'attribuzione in contesti giuridici, il rapporto tra giustizia secondo il senso comune e il diritto positivo.
6. Psicologia legale e legislativa. Racchiude le nozioni psicologiche che occorrono per le applicazioni delle norme. Attraverso le conoscenze delle discipline psicologiche contribuisce all'evoluzione e alla formazione delle norme giuridiche.

## Il perito psicologo in ambito penale

### Accertamenti sull'autore del reato
Capacità di intendere e di volere al momento del fatto e in relazione al fatto (perizia sull'imputabilità). L'imputabilità è presunta normalmente presente (salvo minori di anni 14), può essere esclusa in determinate circostanze.
- Art. 88. Vizio totale di mente. Non è imputabile chi, nel momento in cui ha commesso il fatto, era, per infermità, in tale stato di mente da escludere la capacità di intendere o di volere.
- Art. 89. Vizio parziale di mente. Chi, nel momento in cui ha commesso il fatto, era, per infermità, in tale stato di mente da scemare grandemente, senza escluderla, la capacità d'intendere o di volere, risponde del reato commesso; ma la pena è diminuita.

#### Pericolosità sociale psichiatrica
La pericolosità sociale è intesa dal c.p. come probabilità, desunta dalle circostanze, che la persona, anche se non imputabile, commetta altri reati. La misura di sicurezza fa dunque riferimento al carattere del reo, alla probabilità futura di nuovi reati e non ha limiti temporali prefissati.
Le misure di sicurezza possono essere non detentive o detentive. Quelle detentive possono essere non psichiatriche o psichiatriche. La pericolosità sociale correlata all'infermità mentale è l'unica di competenza del perito. In caso di vizio parziale prevede l'internamento in una casa di cura e custodia, nel caso di vizio totale di mente l'internamento in ospedale
psichiatrico giudiziario.
Lo scenario che si presenta in base alle conclusioni della perizia psichiatrica è il seguente:
- Assenza di vizio di mente → nessuna conseguenza sulla pena e nessuna pronuncia sulla pericolosità sociale psichiatrica
- Vizio totale di mente e assenza di pericolosità sociale psichiatrica → proscioglimento
- Vizio totale di mente e presenza di pericolosità sociale psichiatrica → proscioglimento e internamento in OPG (o libertà vigilata)
- Vizio parziale e assenza di pericolosità sociale psichiatrica → pena diminuita
- Vizio parziale e presenza di pericolosità sociale psichiatrica → pena diminuita a cui segue CCC (o libertà vigilata).

Il perito è competente solo in caso di vizio di mente e dovrà pronunciarsi sulla eventuale pericolosità sociale da esso derivante. Il quesito del giudice al perito è di solito un'appendice al quesito sulla capacità di intendere e di volere.

#### Capacità di stare in giudizio
Perizia volta a verificare la capacità attuali (non quelle al momento del fatto) di partecipare coscientemente e attivamente al processo (percepire significati e contenuti, scegliere un difensore, una linea difensiva, reggere il contraddittorio). Nel caso di assenza, in virtù del diritto di esercizio dell'autodifesa, il giudice dispone la sospensione del processo per 6 mesi, allo scadere dei quali gli accertamenti verranno ripetuti.

### Accertamenti sulla vittima di reato

#### Reati sessuali
Si ricorre alla perizia nei casi in cui si ritenga necessario procedere a una verifica tecnica volta ad accertare se il soggetto passivo si trovava in condizione di inferiorità psichica tale da aver pregiudicato la capacità di fornire un consenso pieno al momento del fatto (consenso viziato). Nella vecchia normativa si stabiliva un confine certo del reato: lo stato di "accertata malattia di mente" che determinava l’incapacità di opporre rifiuto. Con la nuova normativa, la perizia si trasforma in un'indagine sulla relazione tra soggetto accusato e presunta vittima. Da un lato questa riconosce libertà sessuale ai malati psichici, dall'altro la malattia
mentale non è più una condizione necessaria per la realizzazione dell'abuso ma è sufficiente la partecipazione condizionata da uno stato soggettivo particolare.

#### Circonvenzione di persona incapace
La legge punisce chi induce a concludere negozi a proprio vantaggio abusando di minori o dello stato di compromissione delle facoltà intellettive e volitive di una persona che la induca a concludere negozi a suo svantaggio. Anche in questo caso non valgono le categorie diagnostiche in sé ma le compromissioni psicopatologiche in relazione ai fatti.
Il quesito caso al perito potrà riguardare: 
1. lo stato psicopatologico del soggetto (le compromissioni cognitive, affettive, comportamentali che possono aver influito nel compimento dell'atto)
2. le dinamiche di relazione tra i due soggetti all'interno della quale si possono essere instaurati comportamenti di suggestionabilità,
3. la riconoscibilità da parte di terzi dello stato di inferiorità psichica nel contesto dei fatti.

Appare evidente una criticità su quanto l'attività del perito rischi di sconfinare nella sfera decisionale del giudice.

#### Stato di incapacità procurato senza il consenso
Compie reato chiunque, mediante ipnosi, somministrazione di sostanze alcoliche o stupefacenti o altro mezzo, pone una persona (con o senza il consenso di lei)  in stato di incapacità di intendere e di volere (pena fino a 1 anno, aumentata fino a cinque anni se vi era il fine
di far commettere un reato al soggetto passivo o se un reato viene commesso anche se non era voluto. Il colpevole di aver messo altri nello stato di incapacità risponde anche del reato commesso dalla persona incapace se fargli compiere il reato era il suo fine). Se la persona si mette volontariamente nello stato di incapacità d'intendere e di volere al fine di commettere un reato e avere una scusa, non si applica la non imputabilità per vizio di mente.

#### Stalking o atti persecutori
Sono definiti come atti che cagionano:
- un perdurante stato di paura o ansia;
- timore circa la propria incolumità o di un proprio caro (danno biologico psichico);
- costringano ad alterazioni delle abitudini di vita (danno esistenziale).

La perizia sulla vittima può aiutare in ambito civile ad accertare il reato e la CT sulla vittima in ambito civile per accertare e quantificare il danno (anche qualora il comportamento dello stalker non fosse giudicato come reato).

### Accertamenti sul testimone

#### Valutazione sulla sincerità della dichiarazione
La legge italiana dispone il divieto di utilizzare metodologie in grado di influenzare la capacità di autodeterminazione (indurre la testimonianza veritiera) o alterare la capacità di ricordare e valutare i fatti. Tra queste il poligrafo, la narcolisi, l'ipnosi o la tortura.
Il tipo di incarichi più frequenti si riferiscono alla valutazione della "credibilità delle dichiarazioni del minore vittima di abuso sessuale".

Lo strumento più diffuso per l'analisi del contenuto delle narrazioni per stabilirne il grado di probabilità che esse siano veridiche o frutto di invenzione è il CBCA (Criteria Based Content Analysis). Lo strumento prevede i seguenti criteri formali a cui viene affidato un punteggio da 0 (assenza del criterio) a 1 (parziale presenza del criterio) a 2 (presenza del criterio).
- Caratteristiche generali:

1. Struttura logica
2. Produzione non strutturata
3. Quantità di dettagli.

- Contenuti specifici:

1. Inserimento nel contesto
2. Interazioni
3. Riproduzione di conversazioni
4. Complicazioni inattese.

- Particolarità di contenuto

1. Dettagli inusuali
2. Dettagli superflui
3. Dettagli riportati accuratamente ma fraintesi
4. Associazioni esterne
5. Descrizione dello stato mentale soggettivo
6. Attribuzione all'accusato di uno stato mentale.

- Contenuti motivazionali:

1. Correzioni o aggiunte spontanee
2. Ammissione di lacune di memoria
3. Manifestazione di dubbi sulla propria testimonianza
4. Auto-accuse
5. Perdono dell'accusato.

- Elementi specifici dell'offesa

1. Particolari caratteristici rispetto al crimine.

#### Valutazione sulla capacità a rendere testimonianza
Qualora sia necessario il giudice può ordinare una verifica sull'idoneità fisica e mentale (cognitivi ed emotivi) a rendere testimonianza. Il caso tipico è la perizia di idoneità a testimoniare del minore vittima di reato sessuale.  Problemi fisici che possono comprometterla
sono p.e. il daltonismo, fra i problemi cognitivi vi è p.e. il ritardo, fra quelli emotivi la suggestionabilità.
I parametri della giurisprudenza oggetto di valutazione sono la capacità di recepire le informazioni (funzioni percettive e attentive), la capacità di ricordale con altre (ragionamento e pensiero), capacità di ricordarle (memoria), capacità di esprimerle in una visione complessa (funzioni linguistiche), resistenza alla suggestionabilità.
Gli strumenti di indagine sono il colloquio clinico, l'osservazione, i test di memoria, di comprensione, sulla suggestionabilità (scale verbali Wish-Wippsi, Trog Test for Perception of Grammar, Test dei gettoni, Test Memoria autobiografica, Test memoria di Brano), la documentazione scolastica.
Per quanto concerne la suggestionabilità possiamo distinguere l'acquiescenza, ossia l'adesione alle richieste dell'intervistatore, e la suggestione, ossia una alterazione della memoria causata da agenti esterni (falsi ricordi).

Vi sono processi suggestivi extra-processuali ed endo-processuali. Il controllo processuale della suggestionabilità ha due versanti: la verifica della suggestionabilità del minore (Test di Gudjonsson) e l'utilizzo di tecniche di intervista non suggestive. Le influenze nelle interviste possono essere cognitive (informazioni contenute nelle domande, attivazione di presupposizioni, ripetizione delle domande, modifica delle risposte) o sociali (tendenza alla conformità, rinforzi positivi o negativi).

#### Ausiliario del giudice nella raccolta testimoniale del minore
Riguardano le cosiddette audizioni protette del minore di anni 16 vittima di reato sessuale. Possono avvenire anche in luogo diverso dal tribunale (strutture specializzate o nell'abitazione dello stesso minore). Le testimonianze debbono essere documentate integralmente possibilmente con produzioni audiovisive. Nel caso in cui lo psicologo sia nominato ausiliario, le tecniche nella raccolta di informazioni devono essere  interviste strutturate o cognitive che cercano di limitare gli effetti della suggestione.

## Il perito psicologo in ambito civile
Nel processo civile il consulente tecnico può essere nominato dal giudice o dalle parti.
- L'esperto nominato dal giudice si chiama Consulente tecnico d'ufficio ed è incaricato di compiere indagini tecniche data la particolare competenza riconosciutagli e fornire i chiarimenti richiesti dal giudice. Il giudice istruttore, esplorata di regola la disponibilità in modo informale, fissa l'udienza nella quale il CTU deve comparire ed effettuare giuramento e ricevere i quesiti. Il CTU assiste alle udienze alle quali è invitato dal giudice, che lo autorizza a eseguire indagini e rilievi, può richiedergli di redigere una relazione che deve essere per tempo trasmessa alle parti per poi essere depositata in cancelleria entro termini congrui fissati dal giudice. Le parti possono intervenire alle operazioni in persona o per mezzo dei propri CT o difensori.
- L'esperto nominato dalle parti nel processo civile si chiama Consulente tecnico di parte. Viene nominato entro i termini stabiliti da ordinanza del giudice istruttore, di norma assiste alle operazioni del consulente del giudice e partecipa alle udienze e alla camera di consiglio ogni volta che vi interviene il consulente del giudice.

Il consulente tecnico in ambito civile interviene nei seguenti casi:
1. Annullamento di atti per incapacità naturale (testamenti, donazioni, contratti)
2. Invalidità del matrimonio (capacità di intendere e di volere, anomalia psichica)
3. Interdizione, inabilitazione, amministrazione di sostegno
4. Identità psicosessuale
5. Indegnità a succedere
6. Affidamento dei minori in caso di separazione
7. Adozione e affidamento temporaneo
8. Risarcimento danni

### Annullamento di atti per incapacità naturale
Un atto giuridico (testamento, donazione, contratto, sottoscrizione di debito, ecc…) può essere annullato su istanza della persona che lo ha compiuto, dei suoi eredi o aventi causa se si provi che la persona che compie un atto sia stata incapace di intendere e di volere al momento dell'atto.
Il perito è chiamato a valutare se al momento dell'atto il soggetto fosse in grado di comprendere il significato e la portata dell'atto e di manifestare congruentemente la propria volontà:         
- Capacità di disporre per testamento
- Capacità di disporre per donazione
- Annullamento di contratti per incapacità delle parti.

### Invalidità del matrimonio
Il matrimonio può essere impugnato se il coniuge era incapace di intendere e di volere al momento della celebrazione; se il consenso sia stato estorto con violenza o determinato da timore; in caso di consenso dato per effetto di errore sull'identità della persona; in presenza di malattia fisica o psichica o anomalia o deviazione sessuale, sconosciute al momento della stipula del matrimonio, tali da impedire lo svolgimento della vita coniugale.
La perizia psichica nei casi di impugnazione del matrimonio può dunque riguardare due ipotesi:     
1. Perizia sulla capacità di intendere e di volere al momento della celebrazione del matrimonio.
2. Perizia sulla sussistenza di una malattia/anomalia psichica tale da impedire un regolare svolgimento della vita coniugale.

### Interdizione, inabilitazione, amministrazione di sostegno
Sono tre forme di tutela del soggetto non in grado di provvedere pienamente ai propri interessi. È il giudice tutelare a nominare un tutore o un amministratore di sostegno.
- L'interdizione è un provvedimento che viene emesso a seguito di un'infermità di mente abituale che renda il soggetto incapace di

provvedere ai propri interessi. A seguito dell'interdizione l'incapace non può compiere alcun atto giuridico. La sua posizione è equiparata a quella del minore ed il giudice tutelare provvede a nominare un curatore per la cura dei suoi interessi di straordinaria amministrazione.
- L'inabilitazioneè un provvedimento emesso per minore gravità dell'infermità, o in caso di prodigalità o per abuso abituale di alcolici o stupefacenti che esponga a pregiudizio economico sé o la propria famiglia (possono essere inabilitati anche il sordomuto o il cieco dalla nascita). In questo caso il curatore assiste il soggetto ma non lo sostituisce. La posizione giuridica dell'inabilitato è identica a quella del minore emancipato.
- L'amministratore di sostegno è invece designato dalla persona interessata o con ricorso di chiunque ne abbia interesse e nominato dal giudice tutelare per le categorie di atti per le quali si ravvisi l'opportunità di sostegno sulla base delle concrete esigenze dell'ausilio. In questo caso gli interessi da tutelare vengono precisati nella sentenza e può essere fatta tale espressa richiesta di precisazione al perito nel quesito.

L'accertamento peritale riguarderà 1) l'esistenza di una infermità di mente, 2) la sua abitualità, 3) la conseguente incapacità di provvedere ai propri interessi.

### Identità psicosessuale
Si tratta di accertamenti nell'ambito della rettifica di attribuzione di sesso. La consulenza è intesa ad accertare le condizioni psicosessuali dell'interessato ed eventuali disturbi psicopatologici che inficino la richiesta presentata al tribunale.

### Indegnità a succedere
L'art 463 c.c. esclude dalla successione chi ha ucciso o tentato di uccidere la persona della cui successione si tratta, o il coniuge o un discendente o un ascendente della medesima.
L'incapacità di intendere e di volere al momento dei fatti esclude l'operatività dell'articolo. La perizia è dunque un accertamento sulla capacità di intendere e di volere al momento dell'omicidio.

### Affidamento dei minori in caso di separazione
La potestà è l'insieme dei poteri sulla persona e sul patrimonio del figlio minore nell'esclusivo interesse del medesimo. Si distingue la titolarità e l'esercizio della potestà. 
- La titolarità della potestà consiste nel dovere di mantenimento ed educazione e nella vigilanza sulle condizioni di vita del figlio minore (educazione straordinaria).
- L’esercizio della potestà include la custodia, l'allevamento, l'educazione, l'istruzione, l'amministrazione ordinaria.

Normalmente la potestà è esercitata di comune accordo da entrambi i genitori (riforma del diritto di famiglia del '75).

#### Provvedimenti sull'esercizio della potestà
Ciascun genitore può essere privato dell'esercizio della potestà. Ciò avviene nei casi di 1) lontananza, incapacità o impedimento del genitore, 2) separazione, divorzio o annullamento del matrimonio, 3) figlio naturale non convivente. Si precisa che con la perdita dell'esercizio viene mantenuta la titolarità.
Si precisa che l'esercizio della potestà può essere perso (ma non necessariamente) nei casi di separazione, divorzio, annullamento. Il giudice valuta, nell'esclusivo interesse della prole, a quale genitore siano affidati figli ma valuta prioritariamente che i figli restino affidati a entrambi i genitori: affidamento congiunto (o condiviso). In questo caso la potestà genitoriale è esercitata da entrambi i genitori.
L'esercizio della potestà può venir tolto anche se la famiglia è unita. Su ricorso di uno dei genitore, in caso di contrasto su questioni di particolare importanza che richiedano un provvedimento urgente, il giudice può attribuire il potere di decisione al genitore che ritiene più idoneo a curare l'interesse del figlio.
Dal 2012 per questioni giudiziarie sulla potestà (mantenimento e affidamento) che implichino separazione o per figli nati fuori dal matrimonio (figli naturali), è competente il giudice ordinario. Solo se non è in corso una separazione è competente il Tribunale per i Minorenni.

#### Provvedimenti sulla titolarità della potestà (decadenza)
Il giudice può pronunciare la decadenza della potestà sui figli quando il genitore trascura i doveri ad essa inerenti o abusa dei relativi poteri con grave pregiudizio per il figlio. In tali casi, il giudice può ordinare l'allontanamento dalla residenza familiare del figlio o del genitore o del convivente che maltratta.
Le violazioni ai doveri della genitorialità non devono essere necessariamente dovute a dolo o colpa ma possono essere dovute anche a caratteristiche di personalità che si riflettano negativamente sullo sviluppo del minore, quali, ad esempio, malattia mentale, inadeguatezza educativa o deficienza culturale.
Il giudice, nei casi meno gravi, può anche disporre una limitazione o sospensione revocabile della potestà, sentenziando singoli provvedimenti. Ad esempio per scelte ideologiche dei genitori che arrechino pregiudizio al figlio, per consentire di coltivare relazioni che i genitori vietano, per consentire le visite ai nonni, per consentire trasfusioni di sangue a cui i genitori sono contrari per motivi religiosi.
Il CTU viene chiamato a valutare l'idoneità genitoriale:
- Idoneità psichica (esistenza di eventuali patologie in atto in uno o entrambi i genitori)
- Le caratteristiche di personalità dei genitori, l'idoneità affettivo-relazionale dei genitori
- La capacità educativa
- Le dinamiche di coppia nei suoi riflessi sui figli
- I vissuti del bambino verso i due genitori (il figlio minore che abbia compiuto gli anni 12, e anche di età inferiore ove capace di discernimento, deve essere ascoltato in tutte le procedure che lo riguardano)
- Le dinamiche della “costellazione familiare”
- L'incidenza di altre figure eventualmente presenti.

### Sindrome da Alienazione Parentale "PAS"
Inquadrata da R. Gardner come “sindrome relazionale”, non formalizzata nel DMS e ICD, si manifesta come comportamento del figlio che diventa ipercritico e denigratore nei confronti di uno dei genitori (genitore alienato) influenzato dall'indottrinamento dell'altro (genitore alienante). Il legame verso il genitore alienante è esclusivo e invischiato.
L'accertamento della PAS da parte di un CTU ha spesso l'esito traumatico dell'affidamento a terzi in quanto il genitore alienante è inadeguato per il comportamento e gli esiti futuri sul figlio e l'alienato è di fatto inadeguato per la relazione nel presente.

### Adozione e affidamento temporaneo

#### Affidamento temporaneo
L'affidamento è un provvedimento circoscritto nel tempo e revocabile che vicaria la non disponibilità di un ambiente familiare idoneo alla propria educazione (le condizioni di indigenza della famiglia non sono condizioni sufficienti a portare ad un provvedimento di affidamento o adozione).
I soggetti affidatari possono essere una famiglia (preferibilmente con figli minori) o una persona sola e ove non ciò non sia possibile, ad una comunità di tipo famigliare (sempre per minori di anni 6) o un istituto di assistenza.

#### Affidamento consensuale o amministrativo
Il provvedimento è disposto dal servizio sociale previo consenso dei genitori esercenti la potestà (o del tutore), sentito il minore che ha compiuto gli anni 12 e anche di età inferiore in considerazione della sua capacità di discernimento. È reso esecutivo dal giudice tutelare.

#### Affidamento giudiziario
Ove manchi l'assenso degli esercenti la potestà, l'affidamento è disposto dal tribunale per i minorenni e organizzato dai servizi sociali.

#### Adozione
Nei casi di soggetti maggiorenni si parla di adozione civile e trasmette il cognome e l'eredità ma non recide i legami con la famiglia di origine (status di figlio adottivo).
Nel caso di minorenni l'adozione può avere due forme.
L'adozione particolare rende giuridicamente rilevante un legame affettivo già in atto: per esempio il minore orfano può essere adottato da parenti o dal nuovo coniuge convivente del genitore superstite. Non recide i legami con la famiglia d'origine (figlio adottivo).
Si ha adozione legittimante quando il minore è privo di famiglia, i legami con la famiglia di origine vengono recisi (figlio legittimo). L'adozione fornisce una nuova famiglia a tutti gli effetti al minore dichiarato in stato di abbandono. Lo stato di abbandono e di adottabilità è dichiarato dal tribunale per i minorenni accertata la permanente assenza di assistenza materiale (non dovuta a cause di forza maggiore) e morale. Chiunque ha facoltà di segnalare all'autorità pubblica situazioni di abbandono di minori. Gli incaricati di un pubblico servizio devono riferire al tribunale per i minori del luogo. Il Tribunale dei minori dispone gli accertamenti mediante i servizi sociali e gli organi di pubblica sicurezza, convoca genitori e parenti e accertata l'inadempienza degli obblighi di legge per responsabilità dei genitori, dichiara lo stato di adottabilità.
L'adozione è consentita a coniugi regolarmente sposati da almeno 3 anni, affettivamente idonei e capaci di educare, istruire e mantenere i minori che intendono adottare. Il minore di anni 14 può essere adottato solo previo proprio consenso. Nel caso di un'età inferiore deve comunque essere sentito, se ha meno di 12 anni deve essere sentito in virtù della sua capacità di discernere. L'età degli adottanti deve
superare di almeno 18 anni e di non più di 40 l'età del minore che si intende adottare.
In casi estremi le indagini psicosociali sono oggetto di CTU che deve valutare: 
- la non idoneità della famiglia d'origine
- l'idoneità della famiglia adottiva
- le condizioni psicologiche del minore, le possibili prospettive di evoluzione della situazione alla luce di prioritari bisogni del bambino.

### Risarcimento danni
Il danno può essere patrimoniale o non patrimoniale.
Quest'ultimo si distingue in tre tipologie: 
- danno morale, sofferenze psichiche;
- danno esistenziale, lesione alla libera esplicazione della personalità, danno alla qualità della vita;
- danno biologico, danno alla salute in sé a prescindere da riflessi lavorativi (che costituiscono danno patrimoniale).

Il danno biologico psichico è un danno alla salute psichica, che consiste in alterazioni permanente del normale funzionamento psicologico, cognitivo, emotivo-affettivo e comportamentale del soggetto.
La valutazione coinvolge il CT medico-legale ma può essere oggetto anche del CT psicologo per quanto riguarda la valutazione del danno biologico-psichico. Tale danno può avere ripercussioni di tipo esistenziale ma la perizia non viene mai fatta solo sull'accertamento del
danno esistenziale. Si tratta di voci distinte ma di fatto contigue che possono dar luogo a confusione concettuale e scontri dottrinali.
La prova del danno consisterà nel dimostrare la sussistenza del danno, il nesso di causalità con l'illecito, l'estensione del danno ai fini della valutazione equitativa del giudice.
Il metodo Buzzi-Vanini propone di ponderare il danno alla gravità dell'evento (tasso di stressogenità) secondo un principio per il quale il differenziale tra gravità del trauma e gravità del disturbo è dovuto a cause preesistenti non imputabili al danneggiante.
Possiamo distinguere nell'iter in materia di danno psichico: 
- una valutazione psicopatologica allegata alla citazione in giudizio
- una valutazione psicopatologica “imparziale” svolta dal CTU quale ausiliario del giudice (colloqui, psicodiagnostica, risposta al quesito).